# تپه گورستان شیب گوره
تپه گورستان شیب گوره مربوط به دوره اشکانیان و دوره ساسانیان است و در شهرستان زهک، بخش جزینک، روستای شیب گوره واقع شده و این اثر در تاریخ ۲۳ بهمن ۱۳۸۵ با شمارهٔ ثبت ۱۷۳۲۳ به‌عنوان یکی از آثار ملی ایران به ثبت رسیده است.